# Кастел д'Аяно
Кастѐл д'Ая̀но (на италиански: Castel d'Aiano, на местен диалект Castèl d'Ajàn, Кастел д'Аян) е село и община в северна Италия, провинция Болоня, регион Емилия-Романя. Разположено е на 805 m надморска височина. Населението на общината е 1982 души (към 2010 г.).